# Бєляков Анатолій Михайлович
Анатолій Михайлович Бєляков (нар. 6 березня 1933, місто Оренбург, тепер Російська Федерація — 14 лютого 2017, місто Москва) — радянський діяч, 1-й секретар Улан-Уденського міського комітету КПРС, 1-й секретар Бурятського обласного комітету КПРС, голова Державного комітету Російської РФСР з питань національностей. Кандидат у члени ЦК КПРС у 1986—1990 роках. Депутат Верховної Ради СРСР 11-го скликання. Народний депутат СРСР у 1989—1991 роках.

## Життєпис
У 1956 році закінчив Куйбишевський інженерно-будівельний інститут.
У 1956—1960 роках — старший майстер, виконроб, старший виконроб, начальник дільниці, у 1960—1964 роках — заступник головного інженера, заступник начальника будівельного управління Том-Усинської ГРЕС Кемеровської області.
Член КПРС з 1960 року.
У 1964—1967 роках — 1-й секретар Мисковського міського комітету КПРС Кемеровської області.
У 1967—1970 роках — завідувач відділу Бурятського обласного комітету КПРС.
У 1970 — січні 1984 року — 1-й секретар Улан-Уденського міського комітету КПРС Бурятської АРСР.
7 січня 1984 — 24 березня 1990 року — 1-й секретар Бурятського обласного комітету КПРС.
У 1990 році — голова Державного комітету Російської РФСР з питань національностей.
У 1990—1991 роках — завідувач відділу ЦК КП РРФСР по роботі із суспільно-політичними об'єднаннями та рухами.
З 1991 року — персональний пенсіонер союзного значення в Москві. 
Помер 14 лютого 2017 року. Похований на Троєкуровському цвинтарі Москви.

## Нагороди і звання
- орден Жовтневої Революції
- орден Трудового Червоного Прапора
- орден Дружби народів
- медалі
- Почесний громадянин міста Улан-Уде (1.07.2004)